# Эржей
Эржей — арбан (посёлок) в Каа-Хемском кожууне Республики Тыва. Входит в состав Сизимского сумона.
Код ОКАТО: 93220825002. Код ОКТМО: 93620425106. Индекс:668415

## География
расположена на расстоянии 140 км к юго-востоку от г. Кызыла, на берегу реки, в подтаёжном месте, в предгорьях Саян.
Селение основано у реки Малый Енисей, между устьями рек Эржей и Верхний Хадовалар.
улицы
- ул. Лесная
- ул. Сосновая
- ул. Центральная

## История
Место поселения староверов часовенного согласия.

## Население
| 2002 | 2010 |
| ---- | ---- |
| 226  | ↗232 |

## Транспорт
Водный транспорт

## Инфраструктура
Туристичестическа база «Эржей». Создана в 1990 году.
Начальная школа - МБОУ НОШ АРБАН Эржей
дом культуры села Эржей

## Экономика
Туризм. Охота. Рыбоводство.